# Kronans naturreservat
Kronan är ett naturreservat i Älmhults kommun i Kronobergs län.
Reservatet är skyddat sedan 1985 och omfattar drygt 9 hektar. Det är beläget 2 kilometer sydväst om Stenbrohults kyrka, strax söder om Möckelsnäs herrgård. Det är ett område längs Möckelns strand med ädellövskog bestående av ek, avenbok och lind. Tillsammans med Möckelsnäs naturreservat utgör området den yttersta delen av en halvö i sjön Möckeln.